# I'm Gonna Make You Love Me
"I'm Gonna Make You Love Me" is een hitsingle, ontstaan uit een samenwerking tussen de twee meest succesvolle Motown groepen, The Supremes en The Temptations. De originele versie van het nummer werd opgenomen door het jongere zusje van Dionne Warwick, Dee Dee Warwick. Deze versie haalde slecht #88 op de poplijst, maar wel #13 op de R&B lijst. Hierna werd het nummer gecoverd door Madeline Bell en uitgebracht door Philips Records. Alhoewel deze versie het aanzienlijk beter deed op de poplijst, #32, haalde het slecht #29 op de R&B lijst. In november werd de versie van The Temptations en The Supremes uitgebracht. Dit bleek de meest succesvolle opname van het nummer te zijn. Het haalde de top 5 in de VS, op de R&B lijst en in het Verenigd Koninkrijk.
Eddie Kendricks en Diana Ross zijn degenen die de leadpartijen op "I'm Gonna Make You Love Me" zingen. Tijdens het gesproken interlude hoort men Diana Ross en is de plaats van Kendricks ingenomen door Otis Williams. Het koppel The Supremes & The Temptations werd samengesteld om de, enigszins in het slop geraakte, carrière van The Supremes te redden en om veel geld te incasseren. The Supremes waren namelijk ontzettend populair bij het blanke publiek, terwijl The Temptations favoriet bij het zwarte publiek was. Het nummer werd geproduceerd door Frank Wilson, die later nog solo samenwerkte met Eddie Kendricks, en door Nickolas Ashford, die later nog solo zou samenwerken met Diana Ross.

## Bezetting
- Lead: Eddie Kendricks en Diana Ross
- Gesproken interlude: Otis Williams en Diana Ross
- Achtergrondzang: Cindy Birdsong, Mary Wilson, Otis Williams, Melvin Franklin, Dennis Edwards, Paul Williams.
- Instrumentatie: The Funk Brothers en The Detroit Symphony Orchestra
- Schrijvers: Kenneth Gamble, Leon Huff en Jerry Ross
- Productie: Frank Wilson en Nickolas Ashford